# The Color of Friendship
The Color of Friendship (no Brasil: A Cor da Amizade) é um filmes original do Disney Channel, lançado em 2000. Foi baseado em fatos reais sobre a amizade entre duas garotas, Mahree e Piper.Sendo uma dos Estados Unidos e a outra da África do Sul, ambas aprendem sobre a tolerância e a amizade. O filme foi dirigido por Kevin Hooks, baseado em um roteiro por Paris Qualles, e as estrelas Lindsey Haun' e Shadia Simmons.
O longa foi visto por mais de 4,5 milhões de espectadores em sua estreia.

## Enredo
Em 1977, Piper Dellums é uma garota negra que mora em Washington, DC com seu pai, o congressista Ron Dellums, um opositor do sistema de apartheid sul-africano e a opressão dos negros sul-africanos, sua mãe Roscoe Dellums, e dois irmãos gêmeos mais novos, Brandy e Erik. Piper, que tem se interessado pelas diferentes nações da África, implora a seus pais que hospedem uma estudante de intercâmbio vinda da África do Sul.

## Elenco
- Carl Lumbly , como o Congressista Ron Dellums
- Penny Johnson como Roscoe Dellums
- Lindsey Haun' como Mahree Bok
- Shadia Simmons como Piper Dellums
- Anthony Burnett como Brandy Dellums
- Travis Davis como Erik Dellums
- Melanie Nicholls-Rei como a Flora
- Susan Danford como Merle Bok
- Stephen Jennings como Pieter Bok
- Michael Kanev como Rian Bok
- Ahmad Stoner como Daniel
- Ryan Cooley como Billy

## Lançamento
O filme foi recebido com críticas muito agradáveis, e foi reprisado no Disney Channel várias vezes ao longo de 2000 e 2001. Após isso, o canal parou de ser transmitido o filme por motivos desconhecidos. Contudo, a partir de 2006, o Disney Channel começou a exibir o filme, anualmente, no início de fevereiro, para correlacionar com o Mês da História Negra. Um VHS foi lançado no início de 2002, e incluiu o filme, bem como o videoclipe de "Galaxy is Ours" de Zenon: The Zequel . Isso está há muito tempo fora de circulação e o Disney Channel raramente exibe ou veicula DCOMs antes de 2004.
O filme foi lançado em plataformas digitais, em abril de 2016, como parte da 100ª Celebração DCOM do Disney Channel.

## Prêmios

### Ganhou

#### 2000
- Emmy Award de melhor Programa infantil
- Humanitas Prêmio

#### 2001
- NAACP Image Award: Série Juvenil ou Infantil / Especial
- WGA Award: categoria de roteiro infantil, Paris Qualles
- Young Artist Awards: Melhor Performance em um Filme de TV (Drama) - Melhor Atriz Jovem, Shadia Simmons

### Indicado
- DGA Award: Excelente Realização Diretiva em Programas Infantis, Kevin Hooks
- Young Artist Awards: Melhor Filme de TV da Família / Piloto / Minissérie - Cabo e Melhor Performance em um Filme de TV (Drama) - Melhor Atriz Jovem, Lindsey Haun